# Industrie osseuse

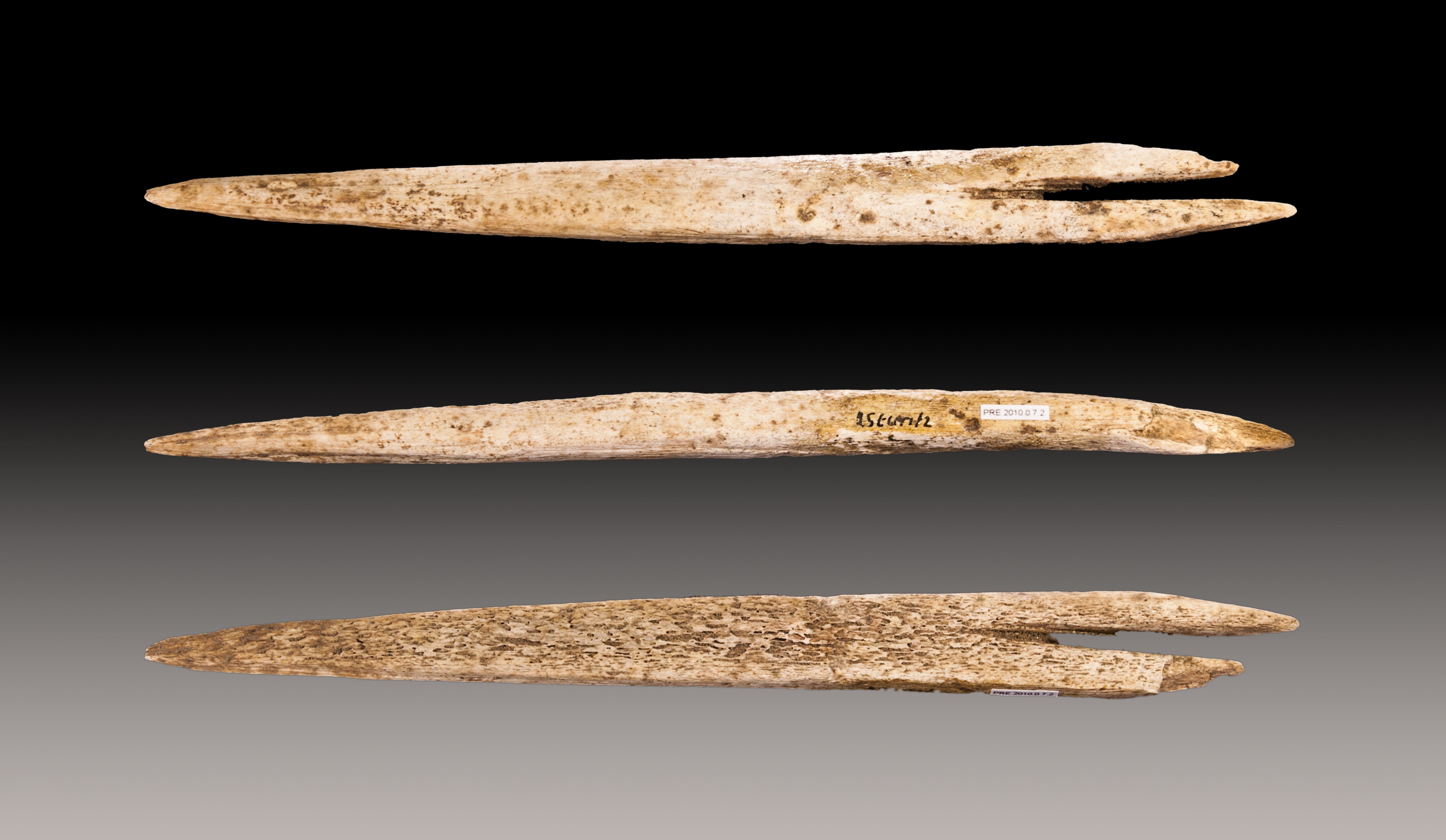
Pointe de sagaie, Magdalénien, Muséum de Toulouse

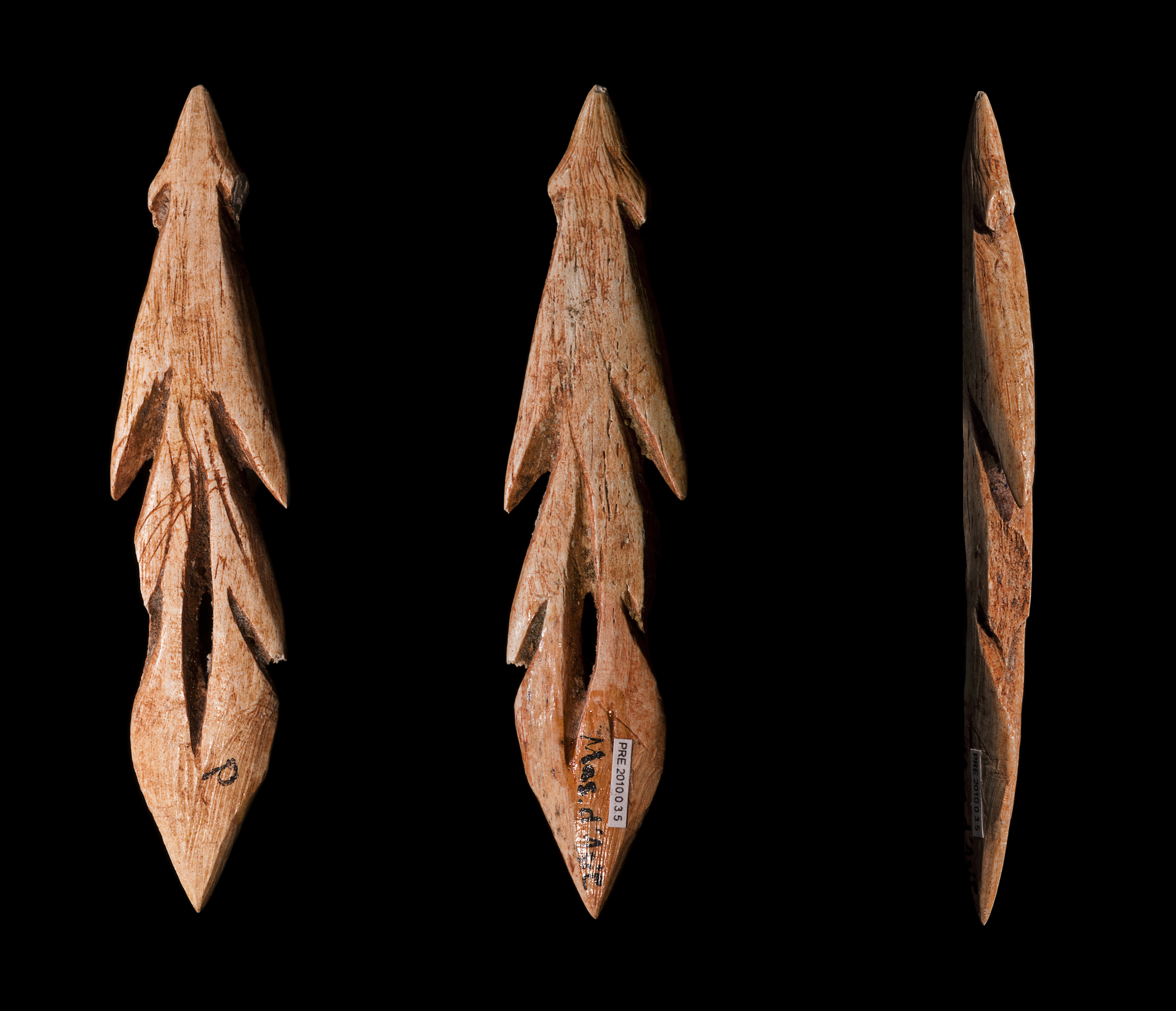
Harpon azilien du Mas d'Azil - Muséum de Toulouse

En archéologie, et en particulier en archéologie préhistorique, l’industrie osseuse désigne l'ensemble des objets en matières dures animales transformés intentionnellement par les humains pour en faire des outils ou des armes. 

## Définition
Dans la pratique, l'industrie osseuse concerne les produits finis à base d'os, ivoire, corne, bois de cervidé, mais aussi l’ensemble des sous-produits liés à leur fabrication. En revanche, elle exclut généralement les productions purement artistiques (figurines de Vénus par exemple).

## Histoire
Les premiers indices probants d'utilisation de matières dures animales dans la sphère technique datent du Paléolithique inférieur, avec notamment la présence de bifaces façonnés dans des os de proboscidiens dans l'Acheuléen d'Italie centrale.
Au Paléolithique moyen, leur emploi demeure limité en Europe si l'on excepte le cas des retouchoirs. En Afrique en revanche, l'industrie osseuse joue un rôle important dès cette époque, comme l'illustrent par exemple les découvertes de pointes de projectiles dans la grotte de Blombos, en Afrique du Sud.
La grotte des Contrebandiers, sur la côte Atlantique, près de Témara, au sud de Rabat (Maroc), a livré un outillage en os daté sur une période allant de 120 000 à 90 000 ans avant le présent (AP), qui a probablement été utilisé pour travailler le cuir et la fourrure animale afin de confectionner des vêtements. Il s'agit d'outils délibérément façonnés à cet effet, tels que des gouges, des spatules et des lissoirs, et pas seulement d'ossements utilisés sous leur forme brute, comme on en trouve en Afrique du Sud depuis près de 2 millions d'années. Cette découverte est la plus ancienne preuve connue de fabrication de vêtements à l'aide d'outils en os.
L'industrie osseuse prend son véritable essor au début du Paléolithique supérieur (Châtelperronien, Aurignacien,...) et elle évolue rapidement, à tel point qu'elle participe à la caractérisation de certaines cultures matérielles de cette période : sagaies à base fendue de l'Aurignacien, harpons du Magdalénien, etc.